# Waśkin Potok
Waśkin Potok (ros. Васькин Поток) – wieś (dieriewnia) w Rosji, w obwodzie iwanowskim, w rejonie priwołżskim. W 2010 liczyła 144 mieszkańców.